# Staufen im Breisgau
Staufen im Breisgau là một thị xã ở Breisgau-Hochschwarzwald huyện Baden-Württemberg. Dân số thời điểm 31 tháng 12 năm 2020 là 8182 người.
Đô thị Staufen im Breisgau nằm ở huyện Breisgau-Hochschwarzwald trong bang Baden-Württemberg.